# Минди Мехия
Минди Мехия (на английски: Mindy Mejia) е американска писателка на произведения в жанра драма и трилър.

## Биография и творчество
Минди Монтгомъри Мехия е родена през 1979 г. в Минеаполис, Минесота, САЩ. Опитва да пише от тийнейджърска възраст и в училищното литературно списание. Получава бакалавърска степен по теология от университета на Минесота и посещава курс по творческо писане. След дипломирането си работи като финансов мениджър в електронна фирма. За кратко живее в Айова Сити и Голуей.
Две години след като се омъжва през 2004 г. решава да се насочи сериозно към писането, следва творческо писане при писателката Мери Лоуг и получава магистърска степен по изкуства от университета „Хамлайн“ в Сейт Пол. През 2018 г. получава и диплома за експерт-счетоводител от университета „Света Екатерина“.
Първият ѝ роман „The Dragon Keeper“ (Пазачът на драконите) е издаден през 2012 г. Той е романтичен трилър свързан с отглеждането и опазването на комодските варани и животът им в зоопарк в Минеаполис.
Вторият ѝ роман „Всичко, което искаш да бъда“ е публикуван през 2017 г. В ъгъл на изоставен хамбар на брега на езерото е открита мъртвата Хети Хофман. Та е обичано от всички осемнайсетгодишно момиче, красавица, любима ученичка, талантлива актриса и вярна приятелка. Въпреки това тя има и врагове, и никой не знае коя е всъщност. Романът бързо става бестселър в списъка на „Ню Йорк Таймс“ и я прави известна. Списание „Пипъл“ селектира романа за най-добра нова книга през 2017 г., а вестник „Уолстрийт джърнал“ го нарежда в класацията за най-добрите нови мистерии.
Авторка е и на разкази, които са публикувани в няколко антологии и литературни списания.
Минди Мехия живее със семейството си в Сейнт Пол, Минесота.

## Произведения

### Самостоятелни романи
- The Dragon Keeper (2012)
- Everything You Want Me to Be (2017)
Всичко, което искаш да бъда, изд.: ИК „Ентусиаст“, София (2018), прев. Богдан Русев
- The Last Act of Hattie Hoffman (2017)
- Leave No Trace (2018)
- Strike Me Down (2020)